# Ensemble Ulrich-Steinberger-Platz

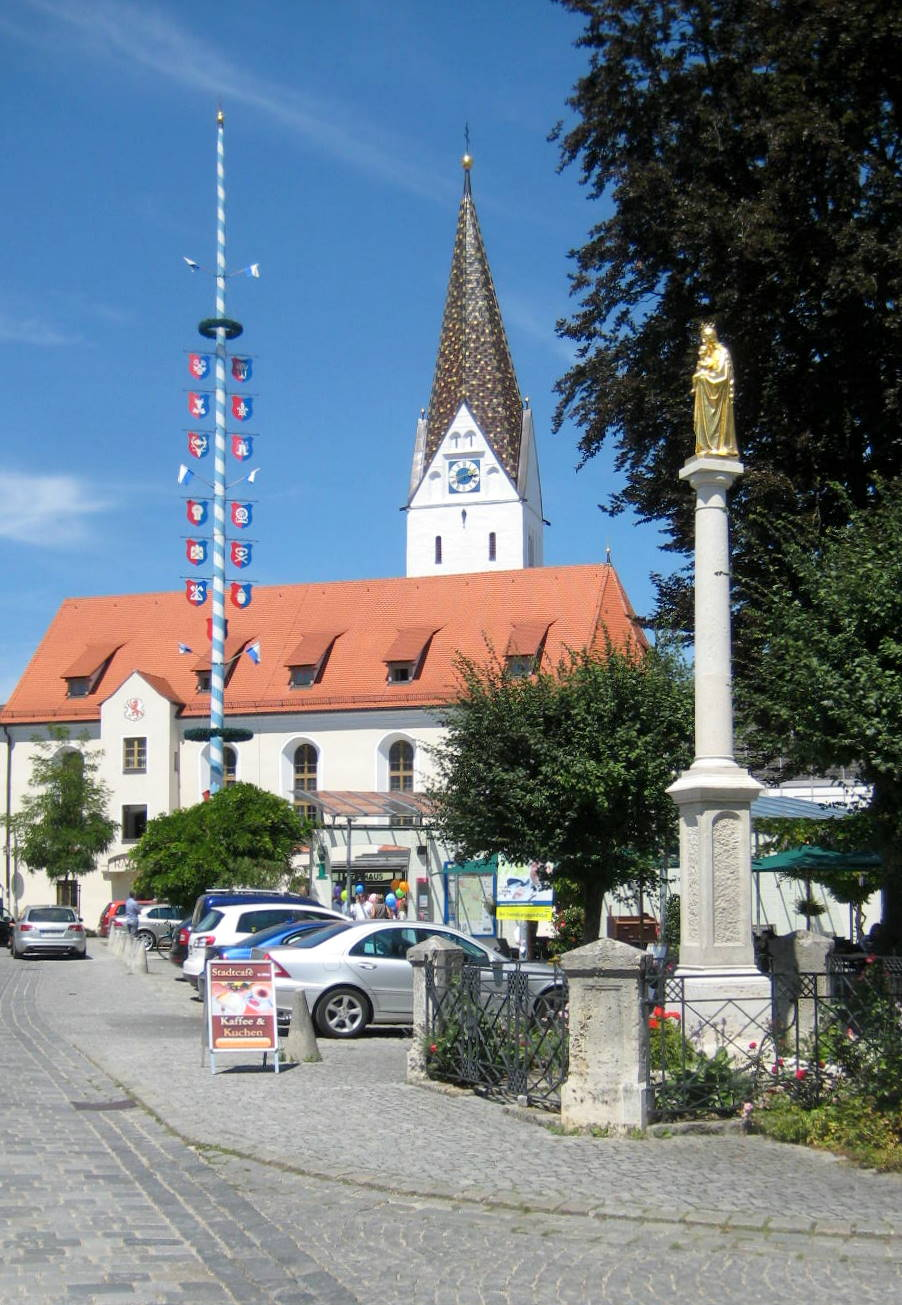
Die Mariensäule und das Rathaus am Ulrich-Steinberger-Platz in Vohburg an der Donau

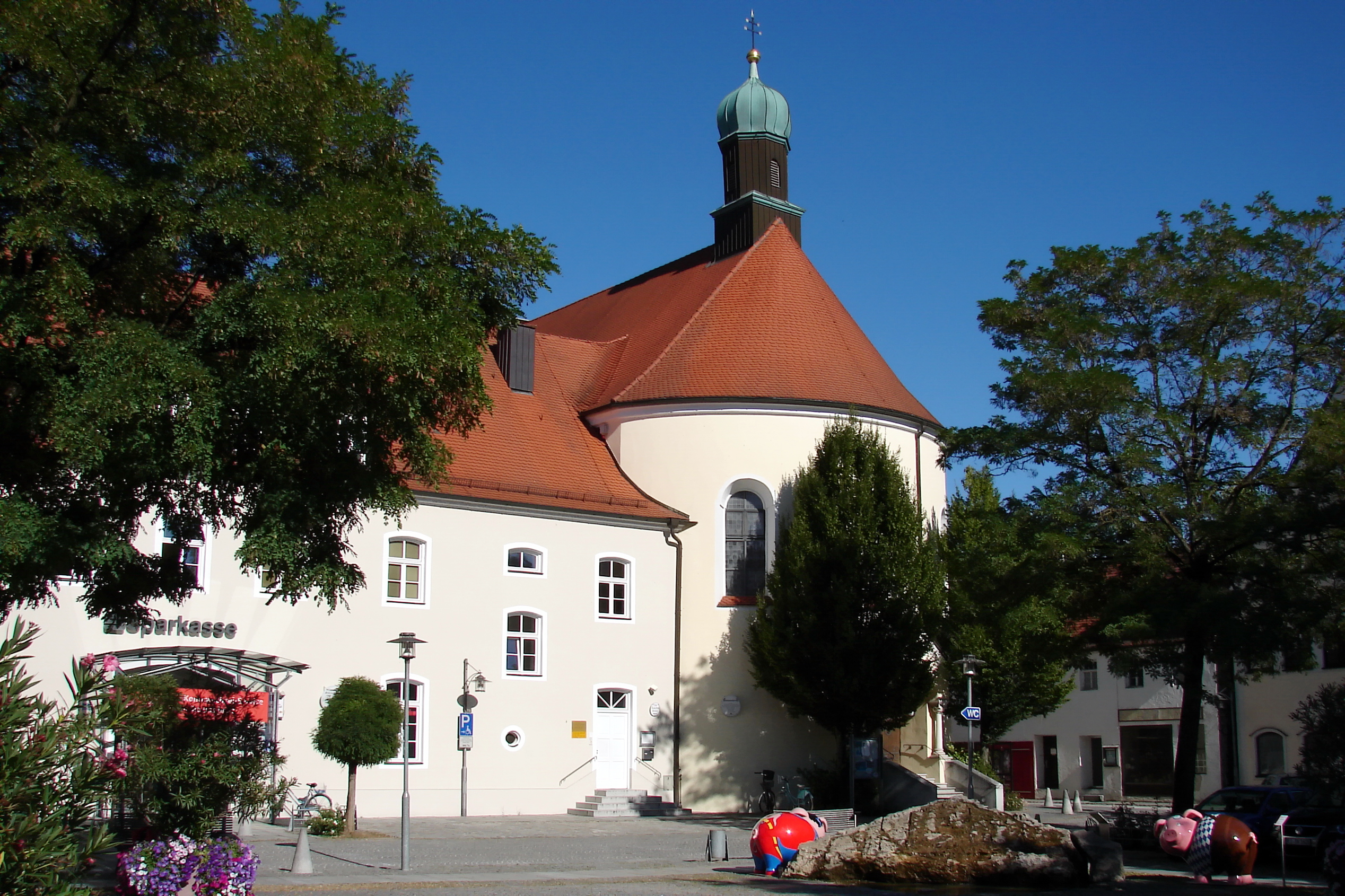
Kirche St. Antonius

Das Ensemble Ulrich-Steinberger-Platz in Vohburg an der Donau, einer Stadt im oberbayerischen Landkreis Pfaffenhofen an der Ilm, ist ein Bauensemble, das unter Denkmalschutz steht. Vohburg liegt auf einer Halbinsel, die in einem isolierten Berg mit ausgedehntem Plateau gipfelt, zwischen kleiner Donau im Süden und Donau im Norden.

## Beschreibung
Das Ensemble umfasst den Ulrich-Steinberger-Platz mit seiner umgebenden Bebauung sowie die Häuser der Donaustraße, die den westlichen Platzabschluss bilden. Das weitgehend bewahrte Platzbild entstammt im Wesentlichen dem 18. und 19. Jahrhundert auf der Grundlage mittelalterlicher Grundrissstrukturen. Der Ulrich-Steinberger-Platz bildet den Mittelpunkt der Stadt. 
Der Grundriss des Platzes ist ein unregelmäßiges Dreieck, über das auch die Donaustraße, die Handelsroute von Ingolstadt nach Regensburg, verlief. Die unterschiedlichen Gebäudebreiten, Stockwerks- und Giebelhöhen der zum Teil traufständigen und zum Teil giebelständigen Häuser vermitteln den Eindruck von Vielfalt. Verstärkt wird dies durch die unregelmäßige Platzanlage, die eine staffelartige Versetzung der Häuser zur Folge hat. 
Den Platz dominieren nördlich die freistehende ehemalige Pfarrkirche St. Andreas mit ihrem mit einem Spitzhelm bekrönten Turm, heute als Rathaus genutzt, und die barocke, von 1726 bis 1728 errichtete, katholische Filialkirche St. Antonius, die aus der westlichen Platzwand hervortritt. Auf dem Platz befinden sich auch die Mariensäule und ein Kriegerdenkmal.
Der Ulrich-Steinberger-Platz ist nach Ulrich Steinberger (1825–1904) benannt, der ab 1868 Pfarrer in Vohburg war. Er gilt bis heute als wohl größter Wohltäter Vohburgs und wurde 1890 erster Ehrenbürger der Stadt.

## Einzeldenkmäler
Siehe auf der Liste der Baudenkmäler in Vohburg an der Donau unter Ulrich-Steinberger-Platz und Donaustraße.